# MII

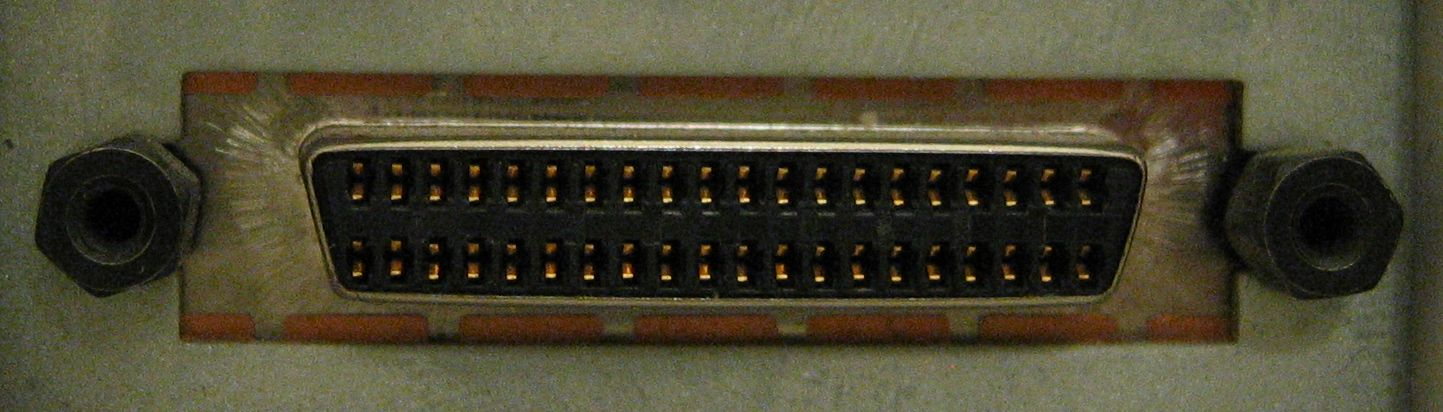
Коннектор DB MII на Sun Ultra 1 Creator.

MII (Media Independent Interface — независящий от среды передачи интерфейс) — стандартизованный интерфейс для подключения MAC-блока сети Fast Ethernet к блоку PHY. Интерфейс MII может быть выведен на разъём для подключения внешнего приёмопередатчика или может просто соединять две микросхемы на одной печатной плате.
Независимость от среды передачи означает, что существует возможность использования любых PHY-устройств без необходимости смены или переработки аппаратуры MAC-блока.
Интерфейс MII состоит из двух частей: канала приёма-передачи данных (MII) и служебного канала управления (MDIO и MDC).
Все операции интерфейса MII выполняются в синхронном режиме.

## Канал передачи данных MII
Канал передачи данных MII содержит следующие сигналы:
- MII_TXD (3..0) — группа параллельных сигналов данных, которые поступают в трансивер из MAC;
- MII_TX_CLK — частота для тактирования передачи данных. Вырабатывается в трансивере и передаётся в МАС: 2,5 МГц для операций 10 Мбит/c, 25 МГц для операций 100 Мбит/c;
- MII_TX_EN — разрешение передачи. MAC устанавливает этот сигнал, когда установлены достоверные данные на передачу;
- MII_CRS — опрос несущей. В течение полудуплексной операции трансивер устанавливает этот вывод, когда передаёт или принимает пакеты данных. В течение дуплексной операции CRS устанавливается при приёме;
- MII_COL — детектирование коллизии. Трансивер устанавливает этот вывод, когда обнаружено столкновение на линии. Этот вывод остаётся высоким во время столкновения на линии. Этот сигнал — асинхронный и неактивен в течение дуплексной операции;
- MII_RXD (3..0) — группа параллельных сигналов данных, выдаются из трансивера в МАС-контроллер;
- MII_RX_CLK — частота для тактирования приёма данных. Вырабатывается в трансивере и передаётся в МАС: 2,5 МГц для операций 10 Мбит/c, 25 МГц для операций 100 Мбит/c;
- MII_RX_DV — достоверность принятых данных. Трансивер устанавливает этот сигнал, когда он получает достоверный пакет данных и, соответственно, выдаёт достоверные данные на RXD;
- MII_RX_ER — ошибка приёма. Трансивер сообщает о том, что в приёмном потоке данных произошла ошибка.

Служебный канал содержит следующие сигналы:
- MDC — частота для последовательного канала данных MDIO;
- MDIO — двунаправленный последовательный канал данных для связи с регистрами управления трансивера.

Эквивалентами интерфейса MII для других скоростей сети Ethernet являются AUI (для 10Мбит/с Ethernet), GMII (для 1Гбит/с Ethernet) и XAUI (для Ethernet 10Гбит/с).